# Пікутково
Пікутково (пол. Pikutkowo) — село в Польщі, у гміні Бжешць-Куявський Влоцлавського повіту Куявсько-Поморського воєводства.
Населення — 292 особи (2011).
У 1975-1998 роках село належало до Влоцлавського воєводства.

## Демографія
Демографічна структура станом на 31 березня 2011 року:
|          | Загалом | Допрацездатний вік | Працездатний вік | Постпрацездатний вік |
| -------- | ------- | ------------------ | ---------------- | -------------------- |
| Чоловіки | 153     | 35                 | 105              | 13                   |
| Жінки    | 139     | 25                 | 91               | 23                   |
| Разом    | 292     | 60                 | 196              | 36                   |